# Biribi (jeu)
Pour les articles homonymes, voir Biribi.

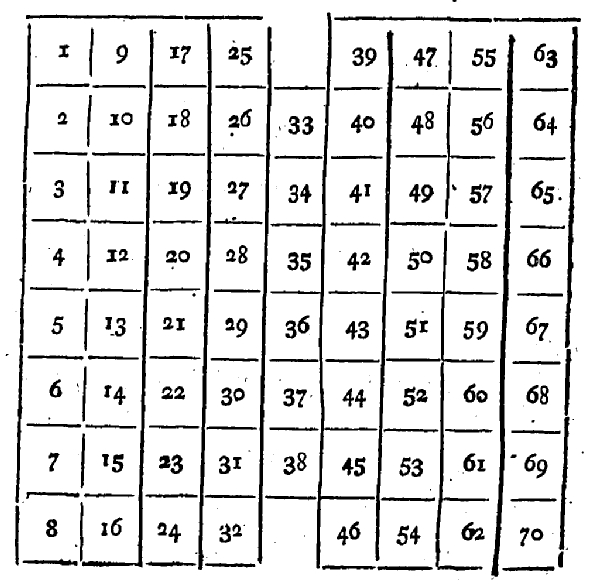
Grille de biribi (1788).

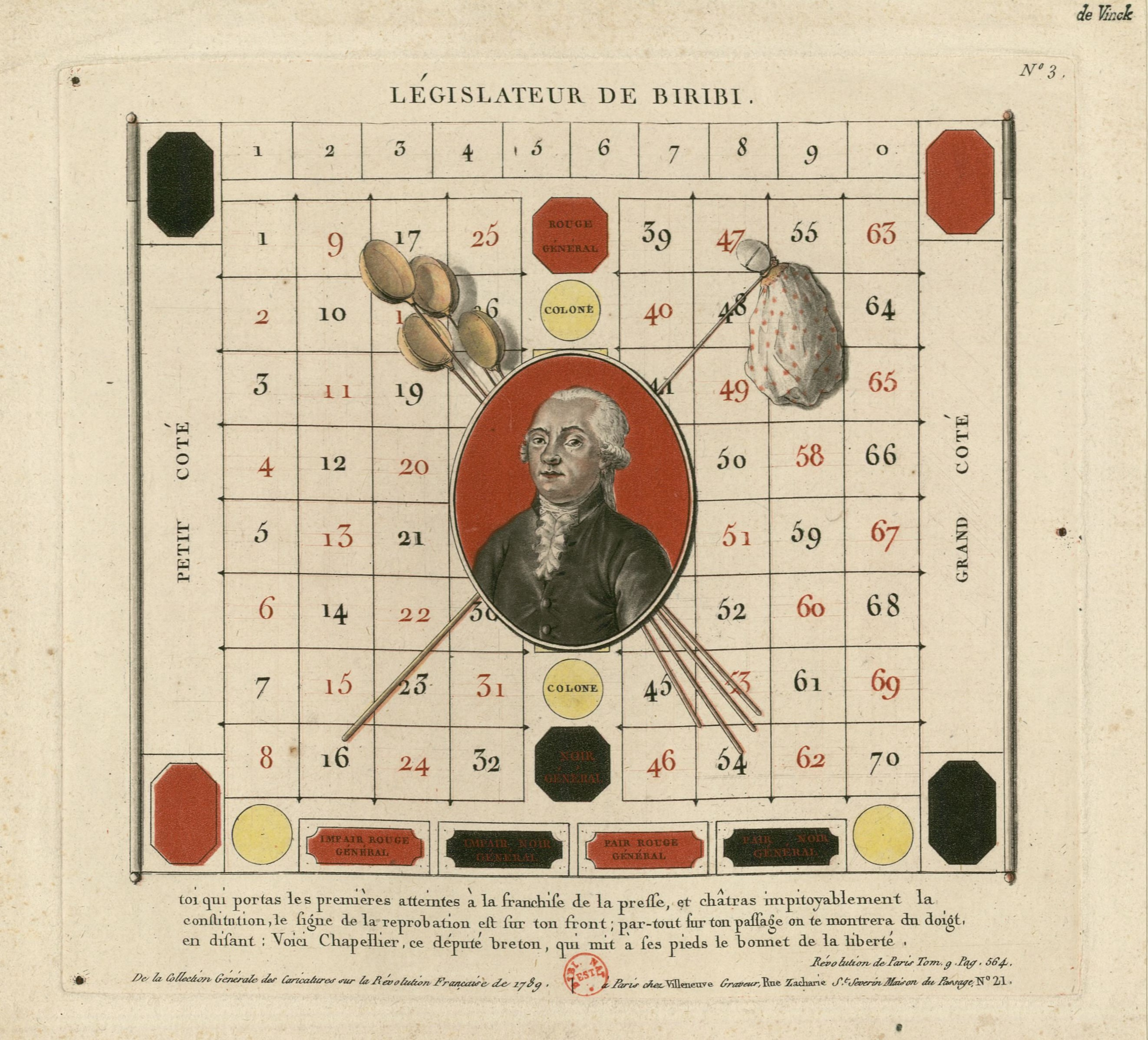
Isaac Le Chapelier caricaturé en tant que « législateur de biribi » après la promulgation de la loi Le Chapelier en 1791.

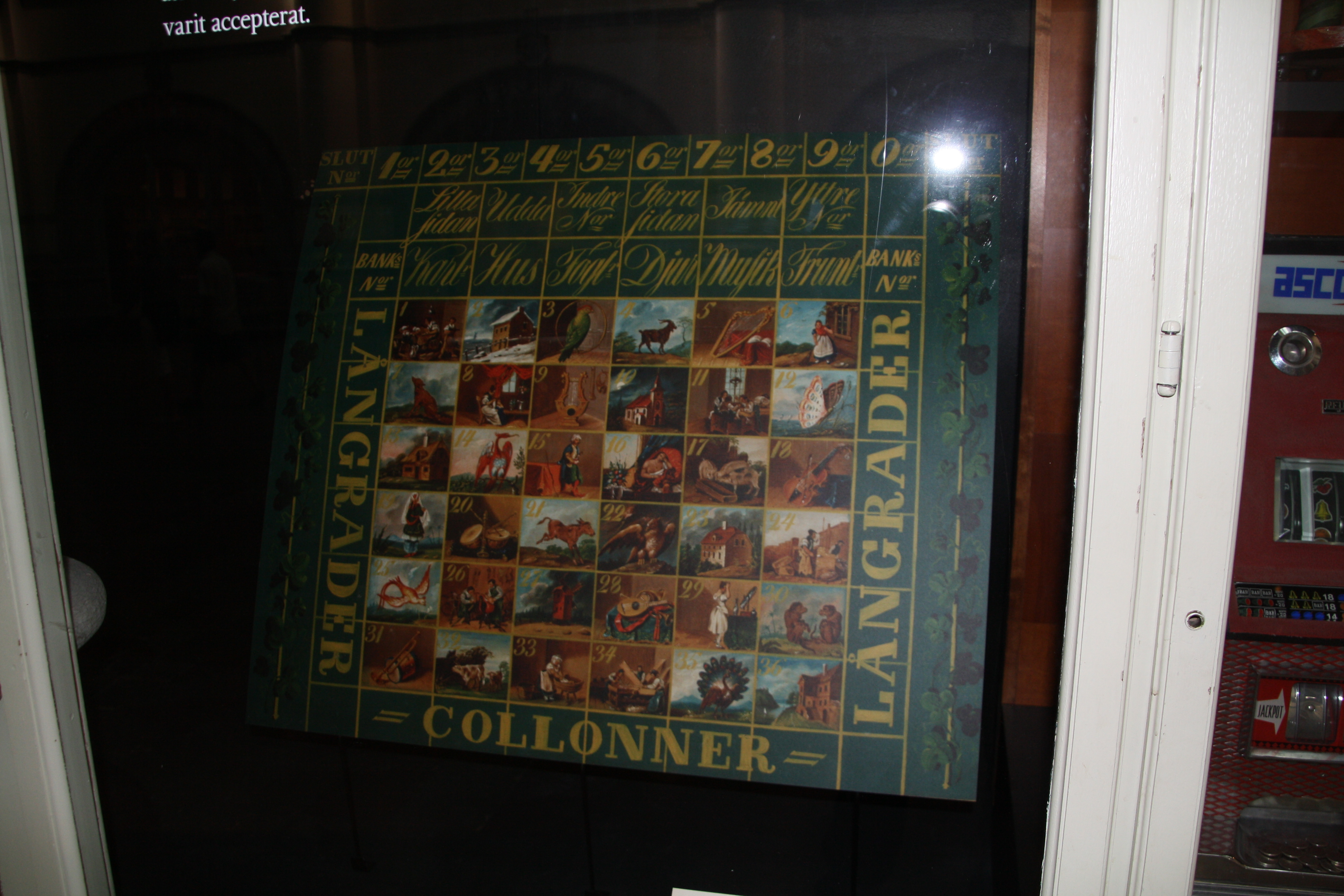
Biribi suédois en bois peint, exposé au Nordiska Museet, Stockholm, Suède.

Le biribi, de l'italien biribisso, est un jeu de hasard pur. Il s'agit d'une sorte de loterie à choix multiples, semblable au cavagnole et aussi à la roulette, avec changement de générateur de hasard. Le jeu a peut-être donné son nom au bagne de Biribi, mais « biribi » est aussi un refrain de chanson.

## Principe
Les joueurs misent sur soixante dix cases numérotées auxquelles sont associés des billets portant le même numéro. Les billets sont placés dans des boules creuses en bois tirées au sort par un banquier une fois les mises faites. Le banquier annonce le numéro du billet tiré. Si le numéro correspond à une case sur laquelle un joueur a misé, celui-ci reçoit du banquier 64 fois sa mise.

## Avantage au banquier
Un auteur du XVIIIe siècle analyse ainsi les chances des joueurs : « On voit que ce jeu est arrangé de manière que le banquier ne paye jamais que sur le pied de 64 sur 70 de mise, ce qui lui fait un avantage de 8 4⁄7 pour cent, ou 2 liv. 1 s. 8 d. 4⁄7 par louis ».

## Histoire
Le biribi a été importé d'Italie en France au début du XVIIIe siècle. Il est le successeur du hoca, apparu en France au milieu du XVIIe siècle et rapidement interdit. Il fut pratiqué surtout à la cour. 
La première occurrence du biribi dans la littérature se trouve chez Voltaire, Epître à Mme de *** (1719) :
« Du biribi la déesse infidèle
Sur mon esprit n'aura plus de pouvoir;
J'aime encor mieux vous aimer sans espoir,
Que d'espérer jour et nuit avec elle. »

## Interdiction
Réprimé au XVIIIe siècle, le biribi est interdit définitivement en 1837. 

## Sources
1. ↑  P. N. Huyn, La Théorie des jeux de hasard, ou Analyse du krabs, du passe-dix, de la roulette, du trente & quarante, du pharaon, du biribi & du lotto, s. n., 1788, p. 45. Texte en ligne
2. ↑  Œuvres complètes de Voltaire, éd. Louis Moland, tome 10, Paris, Garnier, 1885, p. 255-256
3. ↑  Voir par exemple le Jugement de police de la municipalité d'Orléans, contre les tenanciers d'un jeu de biribi, daté du 23 juillet 1791. Texte en ligne